# Přímá akce

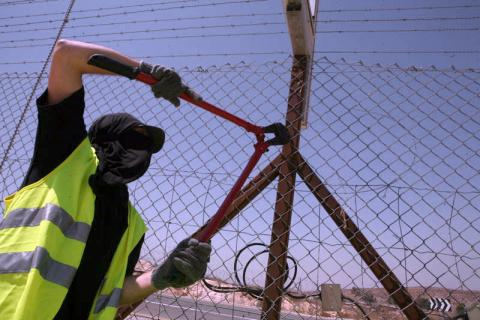
Ničení izraelských hraničních plotů skupinou AATW, 2007

Přímá akce je forma občanské neposlušnosti, jejíž účastníci se snaží dosáhnout svého cíle rychle a přímo a nikoli jednáním prostřednictvím politických zástupců, politické lobby či symbolického protestu. Přímé akce mohou být násilné i nenásilné. Příklady přímých akcí zahrnují stávky, ničení majetku, sabotáže, hacking, blokády, protestní okupace, žhářství či v krajním případě i teroristické útoky či pokusy o státní převrat. Ačkoliv přímá akce nemusí být nutně nelegální a násilná, vždy zahrnuje porušení nějakých pravidel a předepsaných nebo obvyklých postupů, neboť právě v nich spatřují zastánci přímé akce překážku pro dosažení svých cílů. Přímá akce má pomoci dosažení „vyšších cílů“ navzdory nefungujícímu nebo nepřátelsky nastavenému systému.

## Historie

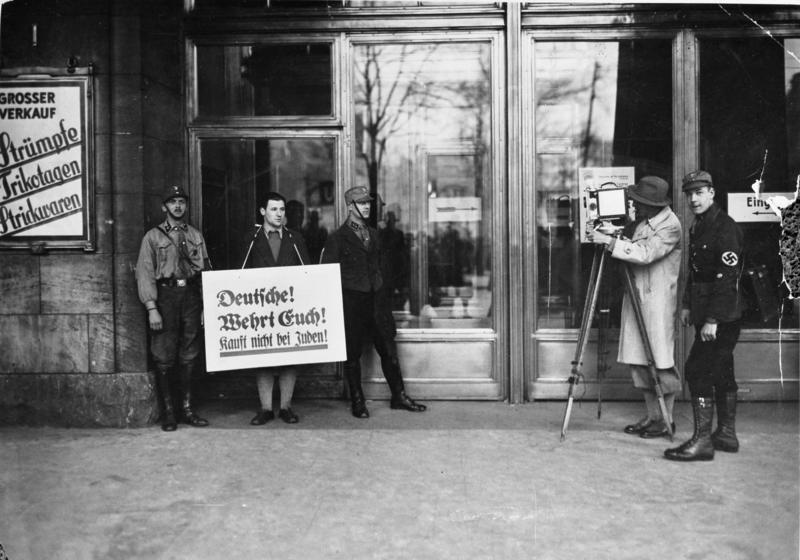
Bojkot židovských obchodů byl typickou ukázkou přímé akce v počátcích nacismu

Pochod na Washington za práci a svobodu, 1963

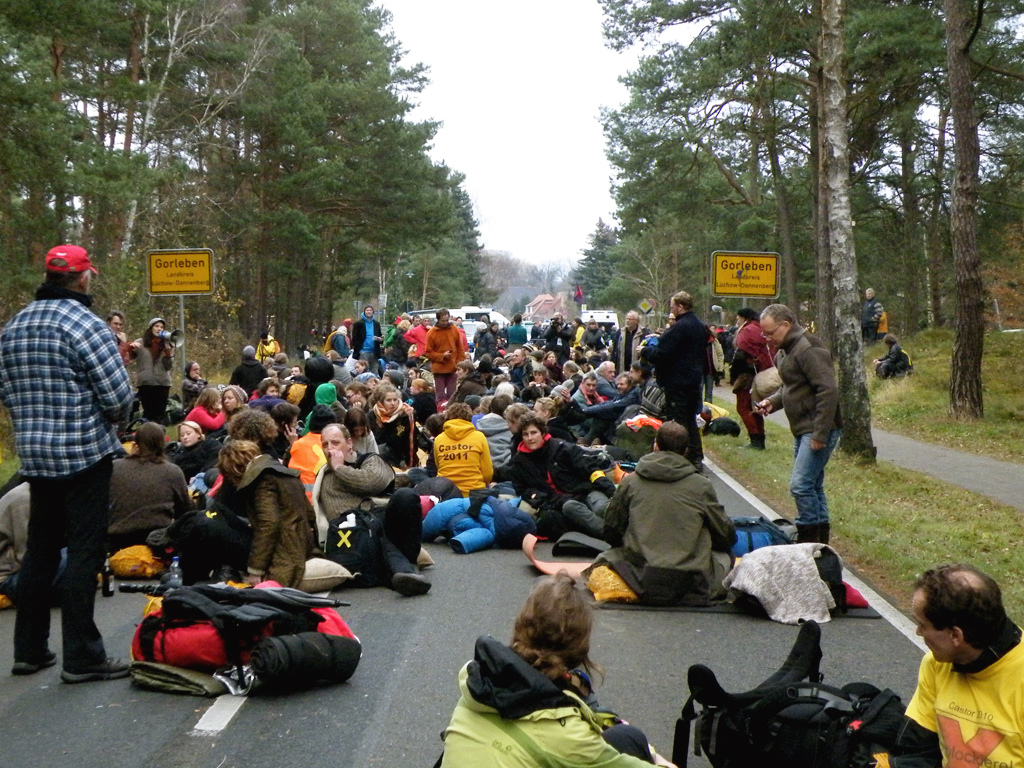
Protestní okupace silnice, přes kterou má projíždět kamion s jaderným odpadem, Německo, 2011

Taktika přímé akce jako takové existovala již od dob prvních mezilidských konfliktů, není ale přesně známe kdo nebo kdy zmíněný termín poprvé použil. 
Odborová organizace Industrial Workers of the World zmínila pojem „přímá akce“ v jedné ze svých publikacích informujících o chicagských stávkách roku 1910. Do širšího povědomí jej v roce 1912 uvedla americká anarchistka Voltairine de Cleyre, která ve své eseji Direct Action obhajuje přímou akci a uvádí historické příklady takových taktik boje v bostonském pití čaje nebo americkém hnutí proti otroctví. Další americká anarchistka Emma Goldmanová v jednom ze svých článků napsala: „Přímá akce, která již osvědčila v ekonomické oblasti, je stejně účinná v oblasti individuální. Stovky omezení ovlivňují lidskou existenci, a pouze tvrdošíjný odpor k nim ji může konečně osvobodit.“
V historickém a politologickém diskurzu jsou přímé akce spojovány především s fašistickým hnutím, jehož stoupenci dávali přednost rychlému a jednoduchému řešení, většinou za použití násilí, před demokratickým vyjednáváním, kterým fašisté pohrdají kvůli údajné nedostatečné akceschopnosti. Příkladem přímé akce byl například Pochod na Řím, který byl především demonstrací síly, Křišťálová noc a další útoky i bojkot židů v nacistickém Německu; v českém prostředí například Židenický puč.  
Přímé akce také historicky využívala řada radikálních hnutí jako sufražetky a feministické hnutí, afroamerické hnutí za občanská práva, indické hnutí za nezávislost, antiglobalizační hnutí, protiválečné hnutí, LGBTQ hnutí (ACT UP a další) nebo některé environmentalistické skupiny jako například Greenpeace, Extinction Rebellion, Fronta za osvobození zvířat či Limity jsme my. Typická je též pro řadu radikálních a revolučních politických hnutí, tradičně třeba anarchismus. Přímé akce jsou často prováděny afinitními skupinami.
Existuje rovněž liberální pojetí přímé akce, pro které však není přímá akce způsob dosahování cílů, ale spíš taktika, jak přitáhnout pozornost médií a veřejného mínění, a tak ovlivnit rozhodování. Liberální přímá akce také potřebuje „demokratickou“ legitimizaci a měla by se tedy využívat tehdy, když úřady či jiné autority jsou těmi, kdo porušují zákony a pravidla.